# Pablo Galdames Millán
Pablo Ignacio Galdames Millán (Santiago, 30 de diciembre de 1996) es un   futbolista profesional chileno. Se desempeña como volante mixto y actualmente es jugador de Independiente, de la Primera División de Argentina. Ha sido internacional absoluto con la selección de fútbol de Chile.
Es hijo del exfutbolista Pablo Galdames y hermano de Thomas y Benjamín Galdames.

## Trayectoria

### Unión Española
Se formó en las divisiones inferiores de Unión Española, club al que ingresó el 2009, tras realizar una prueba previamente en Universidad de Chile, donde fue rechazado debido a su baja estatura.
Tras ser promovido a la categoría sub-15, el entrenador de Fútbol Joven de Unión Española lo consideró dentro de la lista de descartes, dada su talla baja. Se sometió a exámenes médicos, diagnosticándose un retraso en el crecimiento. Finalmente fue considerado dentro del plantel por el entrenador entrante a la categoría sub-15, Pedro Morales. Sería Atilio Guzmán, exfutbolista del club y entrenador, quien finalmente lo ubicó en la posición de volante defensivo.
Ascendió al primer equipo para el torneo de Apertura 2013-14, bajo la dirección del entrenador José Luis Sierra. En dicho torneo no llegó a disputar ningún partido.
Debutó profesionalmente el 14 de febrero de 2014, en un partido válido por el Torneo de Clausura 2013-14 ante Cobreloa. Galdames ingresó a los 41 min en reemplazo de Diego Scotti. Anotó su primer gol en el campeonato nacional en el Torneo de Clausura 2014-15, frente a Santiago Wanderers a los 65 min.

### Vélez Sarsfield
En agosto de 2018, se hace oficial su fichaje por Vélez Sarsfield de la Primera División argentina en un contrato por 3 temporadas.

### Italia
El 31 de agosto de 2021, en el último día de la ventana del verano europeo de traspasos, es anunciado su fichaje por el Genoa de la Serie A Italiana, en un contrato hasta fines de la temporada 2024. El 31 de enero de 2023, es anunciada su cesión al Cremonese.

## Selección nacional

### Selecciones menores
Debido a sus buenas actuaciones en Unión Española, el entonces técnico de la selección chilena sub-20, Hugo Tocalli, incluyó al volante en la nómina de 23 jugadores que viajaron a Uruguay para disputar el Sudamericano Sub-20 de 2015, certamen en el cual disputó sólo un encuentro, el día 21 de enero ante Uruguay por la Fecha 4, partido en el cual ingresó como titular, siendo reemplazado a los 27' de juego. Finalmente, Chile fue eliminado en primera fase, tras tres derrotas y sólo un triunfo en dicho torneo, ubicándose último en el Grupo B.
El día 29 de julio de 2017, fue incluido en la nómina de 20 jugadores de proyección, categoría sub-21, que militan en el medio local, dada a conocer por la ANFP de cara a un encuentro amistoso a disputarse el 1 de septiembre del mismo año contra la selección francesa sub-21 en el Estadio Parque de los Príncipes de París. El equipo será dirigido por el entrenador de la selección chilena sub-20, Héctor Robles, en coordinación con el equipo técnico de la selección absoluta, en un trabajo de preparación que contará con la observación del cuerpo técnico que encabeza Juan Antonio Pizzi y que tiene por objeto visualizar deportistas que puedan ser considerados para incorporarse paulatinamente a la selección adulta. En dicho encuentro, fue titular y participó durante 31 minutos hasta que abandonó el terreno de juego con molestias en el isquiotibial de su pierna derecha, para ser reemplazado por Adrián Cuadra.

#### Participaciones en Sudamericanos
| Torneo                      | Sede    | Resultado    | Partidos | Goles |
| --------------------------- | ------- | ------------ | -------- | ----- |
| Sudamericano Sub-20 de 2015 | Uruguay | Primera fase | 1        | 0     |

### Selección absoluta
Galdames debutó en la selección chilena a los 20 años recién cumplidos, disputó un gran partido en el 1:1 frente a Croacia, ingresando al 82' por César Pinares. Chile Terminaría ganando el partido en tanda de penales por 4:1 clasificando así a la final de la China Cup 2017, Pablito fue el segundo encargado en ejecutar el penal, no falló y anotaba el 2-1 parcial.
Luego el 15 de enero de 2017, se jugaba la final ante Islandia, Galdames ingresó al minuto 70' por Carlos Carmona, finalmente La Roja venció por 1-0 y se consagró campeón en continente asiático. Jugó los 2 partidos de la China Cup 2017, sumando 28 minutos en cancha.

#### Participaciones en Clasificatorias a Copas del Mundo
| Eliminatorias            | País  | Resultado | Posición | Partidos | Goles |
| ------------------------ | ----- | --------- | -------- | -------- | ----- |
| Eliminatorias Catar 2022 | Catar | Eliminado | 7°       | 4        | 0     |

#### Participaciones en la China Cup
| Copa           | Sede  | Resultado | Partidos | Goles |
| -------------- | ----- | --------- | -------- | ----- |
| China Cup 2017 | China | Campeón   | 2        | 0     |

#### Participaciones en Copa América
| Torneo            | Sede   | Resultado        | Partidos | Goles |
| ----------------- | ------ | ---------------- | -------- | ----- |
| Copa América 2021 | Brasil | Cuartos de final | 2        | 0     |

#### Partidos internacionales
Actualizado hasta el 1 de febrero de 2023.
| Partidos internacionales | Partidos internacionales | Partidos internacionales                                        | Partidos internacionales | Partidos internacionales | Partidos internacionales | Partidos internacionales | Partidos internacionales     |  |
| N.º                      | Fecha                    | Estadio                                                         | Local                    | Resultado                | Visitante                | Goles                    | Competición                  |  |
| ------------------------ | ------------------------ | --------------------------------------------------------------- | ------------------------ | ------------------------ | ------------------------ | ------------------------ | ---------------------------- |  |
| 1                        | 11 de enero de 2017      | Guangxi Sports Center, Nanning, China                           | Chile                    | 1-1 (4-1p)               | Croacia                  |                          | China Cup 2017               |  |
| 2                        | 15 de enero de 2017      | Guangxi Sports Center, Nanning, China                           | Islandia                 | 0-1                      | Chile                    |                          | China Cup 2017               |  |
| 3                        | 26 de marzo de 2021      | Estadio El Teniente, Rancagua, China                            | Chile                    | 2-1                      | Bolivia                  |                          | Amistoso                     |  |
| 4                        | 3 de junio de 2021       | Estadio Único Madre de Ciudades, Santiago del Estero, Argentina | Argentina                | 1-1                      | Chile                    |                          | Clasificatorias a Catar 2022 |  |
| 5                        | 14 de marzo de 2021      | Estadio Nilton Santos, Río de Janeiro, Brasil                   | Argentina                | 1-1                      | Chile                    |                          | Copa América 2021            |  |
| 6                        | 24 de junio de 2021      | Estadio Mané Garrincha, Brasilia, Brasil                        | Chile                    | 0-2                      | Paraguay                 |                          | Copa América 2021            |  |
| 7                        | 5 de septiembre de 2021  | Estadio Rodrigo Paz Delgado, Quito, Ecuador                     | Ecuador                  | 0-0                      | Chile                    |                          | Clasificatorias a Catar 2022 |  |
| 8                        | 14 de octubre de 2021    | Estadio San Carlos de Apoquindo, Santiago, Chile                | Chile                    | 3-0                      | Venezuela                |                          | Clasificatorias a Catar 2022 |  |
| 9                        | 1 de febrero de 2022     | Estadio Hernando Siles, La Paz, Bolivia                         | Bolivia                  | 2-3                      | Chile                    |                          | Clasificatorias a Catar 2022 |  |
| 10                       | 6 de junio de 2022       | Estadio Mundialista de Daejeon, Daejeon, Corea del Sur          | Corea del Sur            | 2-0                      | Chile                    |                          | Amistoso                     |  |
| 11                       | 10 de junio de 2022      | Estadio Noevir Kobe, Kōbe, Japón                                | Chile                    | 0-2                      | Túnez                    |                          | Copa Kirin 2022              |  |
| 12                       | 14 de junio de 2022      | Estadio Panasonic Suita, Suita, Japón                           | Chile                    | 0-0 (1-3 p)              | Ghana                    |                          | Copa Kirin 2022              |  |
| Total                    | Total                    | Total                                                           | Presencias               | 12                       | Goles                    | 0                        |                              |  |

| Selección chilena | Selección chilena | Selección chilena |
| Año               | Partidos          | Goles             |
| ----------------- | ----------------- | ----------------- |
| 2017              | 2                 | 0                 |
| 2021              | 6                 | 0                 |
| 2022              | 4                 | 0                 |
| Total             | 12                | 0                 |

## Estadísticas

### Clubes
| Club                            | Div.                | Temporada           | Liga  | Liga  | Copas nacionales | Copas nacionales | Torneos internacionales | Torneos internacionales | Total | Total | Media goleadora |
| Club                            | Div.                | Temporada           | Part. | Goles | Part.            | Goles            | Part.                   | Goles                   | Part. | Goles | Media goleadora |
| ------------------------------- | ------------------- | ------------------- | ----- | ----- | ---------------- | ---------------- | ----------------------- | ----------------------- | ----- | ----- | --------------- |
| Unión Española "B" · Chile      | 3.ª                 | 2013                | 1     | 0     | —                | —                | —                       | —                       | 1     | 0     | 0.00            |
| Unión Española "B" · Chile      | 3.ª                 | 2013-14             | 2     | 0     | —                | —                | —                       | —                       | 2     | 0     | 0.00            |
| Unión Española "B" · Chile      | Total club          | Total club          | 3     | 0     | 0                | 0                | 0                       | 0                       | 3     | 0     | 0.00            |
| Unión Española · Chile          | 1.ª                 | 2014                | 2     | 0     | —                | —                | —                       | —                       | 2     | 0     | 0.00            |
| Unión Española · Chile          | 1.ª                 | 2014-15             | 16    | 1     | 1                | 0                | —                       | —                       | 17    | 1     | 0.06            |
| Unión Española · Chile          | 1.ª                 | 2015-16             | 26    | 1     | 10               | 1                | —                       | —                       | 36    | 2     | 0.06            |
| Unión Española · Chile          | 1.ª                 | 2016-17             | 25    | 2     | 4                | 0                | 4                       | 0                       | 33    | 2     | 0.06            |
| Unión Española · Chile          | 1.ª                 | 2017                | 13    | 0     | —                | —                | —                       | —                       | 13    | 0     | 0.00            |
| Unión Española · Chile          | 1.ª                 | 2018                | 15    | 0     | 2                | 0                | 2                       | 0                       | 19    | 0     | 0.00            |
| Unión Española · Chile          | Total club          | Total club          | 97    | 4     | 17               | 1                | 6                       | 0                       | 120   | 5     | 0.04            |
| C. A. Vélez Sarsfield Argentina | 1.ª                 | 2018-19             | 11    | 1     | 4                | 0                | —                       | —                       | 15    | 1     | 0.07            |
| C. A. Vélez Sarsfield Argentina | 1.ª                 | 2019-20             | 14    | 0     | 1                | 0                | —                       | —                       | 15    | 0     | 0.00            |
| C. A. Vélez Sarsfield Argentina | 1.ª                 | 2020-21             | —     | —     | 22               | 1                | 11                      | 1                       | 33    | 2     | 0.06            |
| C. A. Vélez Sarsfield Argentina | Total club          | Total club          | 25    | 1     | 27               | 1                | 11                      | 1                       | 63    | 3     | 0.05            |
| Genoa C. F. C. · Italia         | 1.ª                 | 2021-22             | 19    | 0     | 1                | 0                | —                       | —                       | 20    | 0     | 0               |
| Genoa C. F. C. · Italia         | 2.ª                 | 2022                | 4     | 0     | 2                | 0                | —                       | —                       | 6     | 0     | 0               |
| U. S. Cremonese · Italia        | 1.ª                 | 2023                | 13    | 1     | 2                | 0                | —                       | —                       | 15    | 1     | 0.07            |
| U. S. Cremonese · Italia        | Total club          | Total club          | 13    | 1     | 2                | 0                | 0                       | 0                       | 15    | 1     | 0.07            |
| Genoa C. F. C. · Italia         | 1.ª                 | 2023                | 2     | 0     | 2                | 0                | —                       | —                       | 4     | 0     | 0               |
| Genoa C. F. C. · Italia         | Total club          | Total club          | 25    | 0     | 5                | 0                | 0                       | 0                       | 30    | 0     | 0               |
| C. R. Vasco da Gama · Brasil    | 1.ª                 | 2024                | 18    | 0     | 12               | 2                | —                       | —                       | 30    | 2     | 0.07            |
| C. R. Vasco da Gama · Brasil    | Total club          | Total club          | 18    | 0     | 12               | 2                | 0                       | 0                       | 30    | 2     | 0.07            |
| C. A. Independiente Argentina   | 1.ª                 | 2025                | 16    | 1     | 3                | 0                | 6                       | 3                       | 25    | 4     | 0.16            |
| C. A. Independiente Argentina   | Total club          | Total club          | 16    | 1     | 3                | 0                | 6                       | 3                       | 25    | 4     | 0.16            |
| Total en su carrera             | Total en su carrera | Total en su carrera | 197   | 7     | 66               | 4                | 23                      | 4                       | 286   | 15    | 0.05            |
| 1. 2. 3.                        |                     |                     |       |       |                  |                  |                         |                         |       |       |                 |

### Selecciones
| Selección      | Temporada     | Amistosos | Amistosos | Sudamérica | Sudamérica | Mundial | Mundial | Total | Total | Media goleadora |
| Selección      | Temporada     | Part.     | Goles     | Part.      | Goles      | Part.   | Goles   | Part. | Goles | Media goleadora |
| -------------- | ------------- | --------- | --------- | ---------- | ---------- | ------- | ------- | ----- | ----- | --------------- |
| Sub-20 · Chile | 2015          | —         | —         | 1          | 0          | —       | —       | 1     | 0     | 0.0             |
| Sub-20 · Chile | Total         | 0         | 0         | 1          | 0          | 0       | 0       | 1     | 0     | 0.00            |
| Adulta · Chile | 2017          | 2         | 0         | —          | —          | —       | —       | 2     | 0     | 0.0             |
| Adulta · Chile | 2018          | —         | —         | —          | —          | —       | —       | 0     | 0     | 0.0             |
| Adulta · Chile | 2019          | —         | —         | —          | —          | —       | —       | 0     | 0     | 0.0             |
| Adulta · Chile | 2020          | —         | —         | —          | —          | —       | —       | 0     | 0     | 0.0             |
| Adulta · Chile | 2021          | 1         | 0         | 5          | 0          | —       | —       | 6     | 0     | 0.0             |
| Adulta · Chile | 2022          | —         | —         | 1          | 0          | —       | —       | 1     | 0     | 0.0             |
| Adulta · Chile | Total         | 3         | 0         | 6          | 0          | 0       | 0       | 9     | 0     | 0.00            |
| Total carrera  | Total carrera | 3         | 0         | 7          | 0          | 0       | 0       | 10    | 0     | 0.00            |
| 1.             |               |           |           |            |            |         |         |       |       |                 |